# Віштя-де-Жос
Віштя-де-Жос (рум. Viștea de Jos) — село у повіті Брашов в Румунії. Адміністративний центр комуни Віштя.
Село розташоване на відстані 185 км на північний захід від Бухареста, 70 км на захід від Брашова, 138 км на південний схід від Клуж-Напоки.

## Населення
За даними перепису населення 2002 року у селі проживали 702 особи.
Національний склад населення села:
| Національність | Кількість осіб | Відсоток |
| -------------- | -------------- | -------- |
| румуни         | 612            | 87,2%    |
| цигани         | 86             | 12,3%    |

Рідною мовою назвали:
| Мова      | Кількість осіб | Відсоток |
| --------- | -------------- | -------- |
| румунська | 614            | 87,5%    |
| циганська | 86             | 12,3%    |